# Axel Enthoven
Axel Enthoven (Antwerpen, 16 augustus 1947) is een Belgisch ontwerper van talrijke voorwerpen. Hij is bij het grote publiek bekend door zijn deelname als jurylid van het programma De Bedenkers op één van de VRT.

## Biografie
Na de middelbare school volgde hij industrial design aan de Academie voor Industriële Vormgeving te Eindhoven.
Hij studeerde vervolgens aan een Japanse designschool, het Salesian Technical College te Tokio. Hij liep verschillende stages (Duitsland, Polen en Nederland)) en werkte tevens mee aan het Apollo-project.
Vanaf 1970 ging hij aan de slag als zelfstandig ontwerper. In 1972 werd hij professor in het Nationaal Hoger Instituut voor Bouwkunde en Stedenbouw te Antwerpen (later werd dit het Henry Van de Velde-instituut en momenteel gefuseerd in Artesis-hogeschool)
Zijn firma Idea N.V. (Industrial Design Enthoven Axel) werd in 1976 opgericht en veranderde in 1990 naar de naam "Enthoven Associates Design Consultants" wanneer het omgevormd werd tot een partnership. Sinds 2013 is Enthoven een merknaam voor de product design activiteiten van Yellow Window NV in België en Nederland.
Het bureau ontwierp meer dan 1900 producten in verscheidene branches.
In 2018 is Axel Enthoven betrokken in de start-up TUOI die producten op de markt brengt voor actieve senioren. Een initiatief van Yellow Window, het bedrijf dat hij heeft opgericht en partner van is.
Van 1989 tot 2012 was Enthoven hoofd van de afdeling “Mens & Mobiliteit” aan de Design Academy van Eindhoven.

## Eerbetoon
Enthoven en zijn bureau kregen verscheidene prijzen, waaronder die van Red Dot en iF.
Koning Filip verleende in 2014 het burgerlijk ereteken Grootofficier van de Kroonorde (België) aan Axel Enthoven. 
In 2004 kreeg hij de Henry van de Velde award voor loopbaan uitgereikt door de Vlaamse Overheid (Design Vlaanderen).

## Publicaties
Bij Stichting Kunstboek verscheen in 2006 een boek "Enthoven Associates - Simplicity>< Complexity" geschreven door Moniek Bucquoye en Alain Denis. Dit boek beschrijft dertig jaar product design in België vertrekkend vanuit de ontwerpen van het design bureau Enthoven Associates.